# Habronyx elegans
Habronyx elegans là một loài tò vò trong họ Ichneumonidae.